# Nabisco Masters 1989 - Singolare
Il singolare del Nabisco Masters 1989 è stato un torneo di tennis facente parte della categoria Grand Prix.
Boris Becker era il detentore del titolo, ma ha perso in finale 4–6, 7–6, 6–3, 6–1 contro Stefan Edberg.

## Tabellone

### Legenda
| - Q = Qualificato - WC = Wild card - LL = Lucky loser | - ALT = Alternate - SE = Special Exempt - PR = Protected Ranking | - w/o = Walkover - r = Ritirato - d = Squalificato |

### Finali
|  | Semifinali    | Semifinali    | Semifinali    | Semifinali    | Semifinali    | Semifinali | Semifinali |  |  | Finale        | Finale        | Finale        | Finale | Finale | Finale | Finale |  |
|  |               |               |               |               |               |            |            |  |  |               |               |               |        |        |        |        |  |
|  | Ivan Lendl    | Ivan Lendl    | Ivan Lendl    | Ivan Lendl    | Ivan Lendl    | 6          | 5          |  |  |               |               |               |        |        |        |        |  |
|  | Stefan Edberg | Stefan Edberg | Stefan Edberg | Stefan Edberg | Stefan Edberg | 7          | 7          |  |  | Stefan Edberg | Stefan Edberg | Stefan Edberg | 4      | 7      | 6      | 6      |  |
|  | Boris Becker  | Boris Becker  | Boris Becker  | Boris Becker  | Boris Becker  | 6          | 6          |  |  | Boris Becker  | Boris Becker  | Boris Becker  | 6      | 6      | 3      | 1      |  |
|  | John McEnroe  | John McEnroe  | John McEnroe  | John McEnroe  | John McEnroe  | 4          | 4          |  |  |               |               |               |        |        |        |        |  |

## Round Robin

### Gruppo Rod Laver
|  |                  | Lendl    | McEnroe       | Krickstein    | Chang         | RR W–L | Set W–L | Game W–L | Standings |
|  | Ivan Lendl       |          | 6–3, 6–3      | 6–1, 6–3      | 6–1, 6–3      | 3–0    | 6–0     | 36–14    | 1         |
|  | John McEnroe     | 3–6, 3–6 |               | 5–7, 6–3, 6–2 | 6–2, 5–7, 6–4 | 2–1    | 4–4     | 40–37    | 2         |
|  | Aaron Krickstein | 1–6, 3–6 | 7–5, 3–6, 2–6 |               | 6–3, 7–6      | 1–2    | 3–4     | 29–38    | 3         |
|  | Michael Chang    | 1–6, 3–6 | 2–6, 7–5, 4–6 | 3–6, 6–7      |               | 0–3    | 1–6     | 26–42    | 4         |

La classifica viene stilata in base ai seguenti criteri: 1) Numero di vittorie; 2) Numero di partite giocate; 3) Scontri diretti (in caso di due giocatori pari merito ); 4) Percentuale di set vinti o di games vinti (in caso di tre giocatori pari merito ); 5) Decisione della commissione.

### Gruppo Ilie Năstase
|  |               | Becker        | Edberg   | Gilbert       | Agassi        | RR W–L | Set W–L | Game W–L | Standings |
|  | Boris Becker  |               | 6–1, 6–4 | 2–6, 6–3, 6–4 | 6–1, 6–3      | 3–0    | 6–1     | 38–22    | 1         |
|  | Stefan Edberg | 1–6, 4–6      |          | 6–1, 6–3      | 6–4, 6–2      | 2–1    | 4–2     | 29–22    | 2         |
|  | Brad Gilbert  | 6–2, 3–6, 4–6 | 1–6, 3–6 |               | 3–6, 6–3, 6–3 | 1–2    | 3–5     | 32–38    | 3         |
|  | Andre Agassi  | 1–6, 3–6      | 4–6, 2–6 | 6–3, 3–6, 3–6 |               | 0–3    | 1–6     | 22–39    | 4         |

La classifica viene stilata in base ai seguenti criteri: 1) Numero di vittorie; 2) Numero di partite giocate; 3) Scontri diretti (in caso di due giocatori pari merito ); 4) Percentuale di set vinti o di games vinti (in caso di tre giocatori pari merito ); 5) Decisione della commissione.